# Национальный фронт ГДР

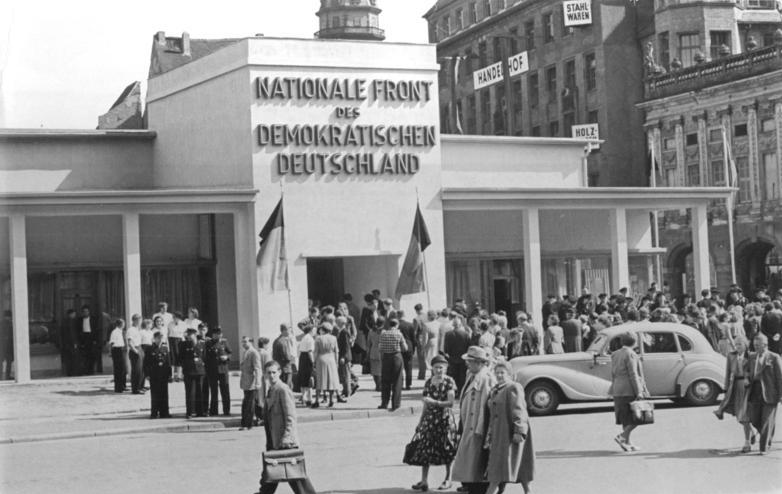
Павильон Национального фронта в Лейпциге. 1953

Национальный фронт ГДР (нем. Nationale Front der Deutschen Demokratischen Republik, NF (до 1973 — Национальный фронт демократической Германии нем. Nationale Front des Demokratischen Deutschlands)) — общественная организация в Восточной Германии.

## История

### Основание
Основан 6 декабря 1947 года как «Народное движение за единство и справедливый мир» (НДЕСМ) (Volksbewegung für Einheit und gerechten Frieden). На II съезде движения в 1948 году был образован Немецкий народный совет, председателем его был избран Вильгельм Пик (председатель СЕПГ), заместителями председателя Вильгельм Кюльц (председатель ЛДП) и Отто Нушке (председатель ХДС). В 1948—1949 году НДЕСМ организовало всенародное обсуждение представленного им проекта конституции. 7 октября 1949 года Немецкий народный совет НДЕСМ провозгласил себя Временной Народной палатой Германской Демократической Республики (ГДР), принял Конституцию ГДР, которую признали советская оккупационная администрация, все земли в советской зоне оккупации и демократический магистрат Берлина. Штаб-квартира Национального фронта ГДР находилась в центре Берлина в сохранившемся корпусе Орденского дворца.

### Подчинение СЕПГ
7 января 1950 года НДЕСМ было переименовано в Национальный фронт демократической Германии (НФДГ), в качестве коллективных членов в него вошли все легальные политические партии ГДР — СЕПГ, ЛДПГ, НДПГ, ДКПГ, НДПГ, а также крупнейший профцентр, политические движения — ССНМ, ДЖСГ, КСДОГ, а также общественные организации, была введена должность президента НФДГ, на которую был избран беспартийный учёный-химик Эрих Корренс. В середине 1950 года было принято решение о выдвижение НФДГ единых списков на восточногерманских парламентских, региональных и местных выборах 1950 года и всех последующих выборах, весь список был разделён на квоты от партий и некоторых других организаций (ССНМ, ССНП, КСДОГ и др.), при этом СЕПГ получала самую большую квоту.

### В 1950—1989 гг.
При отсутствии альтернативных списков, представленный фронтом список «побеждал» на выборах практически единогласно (на парламентских выборах 1950 г., кроме 5 восточногерманских партий, от левой группы Социал-демократической партии Германии «Социал-демократическое действие» прошло 6 восточноберлинских депутатов с совещательным голосом). В 1950—1951 годах открытое неприятие легитимности списка отдельными немецкими политиками (включая лидера ЛДПГ Гюнтера Штемпеля) привело к тому, что те были приговорены к тюремному заключению за «отрицание законов о выборах в ГДР». Национальному фронту посвящены следующие статьи Конституции ГДР 1968 года (в ред. 1974):

Статья 3.
1. Союз всех сил народа находит своё организационное выражение в Национальном фронте Германской Демократической Республики.
2. В Национальном фронте Германской Демократической Республики партии и массовые организации объединяют все силы народа для совместных действий в целях развития социалистического общества. Тем самым они организуют совместную жизнь всех граждан в социалистическом обществе по принципу: каждый несёт ответственность за общее дело.[…]
Статья 56.
[…]
2. Депутаты в сотрудничестве с комитетами Национального фронта Германской Демократической Республики, общественными организациями и государственными органами содействуют участию граждан в подготовке и исполнении законов.

### Ликвидация
5 декабря 1989 года Национальный фронт покинули ХДС и ЛДПГ, в связи с чем фронт потерял своё значение. 16 декабря правящая партия Социалистическая единая партия Германии была преобразована в Партию демократического социализма и дистанцировалась от прежней политики СЕПГ. 20 февраля 1990 года поправка к конституции ГДР исключила упоминания Национального фронта.
Национальный фронт ГДР, по мнению редакции издания «Газета.Ru» и политолога Станислава Белковского, и ряда других журналистов, вдохновил премьер-министра России В. В. Путина на создание Общероссийского народного фронта в мае 2011 года.

## Коллективные члены
Политические партии:
- Социалистическая единая партия Германии (СЕПГ)
- Христианско-демократический союз (ХДС),
- Либерально-демократическая партия Германии (ЛДПГ),
- Демократическая крестьянская партия Германии,
- Национально-демократическая партия Германии,

Организации СЕПГ:
- Союз свободной немецкой молодёжи,
- Пионерская организация имени Эрнста Тельмана
- Демократический женский союз Германии,

Профессиональные союзы:
- Объединение свободных немецких профсоюзов

Крестьянские союзы:
- Объединение крестьянской взаимопомощи (Vereinigung der gegenseitigen Bauernhilfe)
- Ассоциация садовников, дачников и животноводов (Verband der Kleingärtner, Siedler und Kleintierzüchter)

Потребительская кооперация:
- Ассоциация потребительских кооперативов (Verband der Konsumgenossenschaften der DDR)

Творческие союзы:
- Культурный Союз ГДР (до 1970-х Культурный союз обновления Германии (Kulturbund zur demokratischen Erneuerung Deutschlands))
- Союз писателей ГДР (Schriftstellerverband der DDR) (до 1973 года Союз немецких писателей (Deutscher Schriftstellerverband)), основан в 1950 году
- Ассоциация журналистов ГДР (Verband der Journalisten der DDR)
- Лига архитекторов ГДР (Bund der Architekten der DDR)
- Ассоциация юристов ГДР (Vereinigung der Juristen der DDR)
- Ассоциация художников ГДР (Verband Bildender Künstler der DDR) (до 1970 года Ассоциация художников Германии (Verband Bildender Künstler Deutschlands)), основан в 1950 году
- Ассоциация театральных актёров ГДР (Verband der Theaterschaffenden) (основан в 1966 году)
- Ассоциация композиторов и музыковедов ГДР (Verband der Komponisten und Musikwissenschaftler der DDR)
- Ассоциация фильмо- и телевидения ГДР (Verband der Film- und Fernsehschaffenden der DDR)
- Техническая палата (Kammer der Technik)
- Общество по распространению научных знаний (Gesellschaft zur Verbreitung wissenschaftlicher Kenntnisse)

Религиозные организации:
- Ассоциации иудейских общин ГДР (Verband der Jüdischen Gemeinden)

Спортивные организации:
- Германский гимнастический и спортивный союз (Deutscher Turn- und Sportbund)

Национальные организации:
- Лига лужицких сербов (Bund Lausitzer Sorben)

Пацифистские организации:
- Совет мира ГДР (Friedensrat der DDR) (до 1963 года — Немецкий совет мира (Deutscher Friedensrat))
- Общество германо-советской дружбы,
- Лига дружбы народов (Liga für Völkerfreundschaft)

Гуманитарные организации:
- Комитет ГДР по правам человека (DDR-Komitee für Menschenrechte)
- Ассоциация слепых и слабовидящих (Blinden- und Sehschwachen-Verband der DDR)
- Ассоциация глухих и слабослышащих (Gehörlosen- und Schwerhörigen-Verband der DDR)

## Организационная структура
Структура местных организаций:
- Высший уровень — окружные организации (до 1952 года — земельные организации) в каждом из округов
- Средний уровень — районные организации в каждом из районов, городских районов, городские окружные организации в каждом из городских округов округа Берлин
- Низший уровень — местные организации в каждом из городов, общин и городских округов

### Центральная организация
Высший орган — национальный конгресс (Nationalkongress, до 1950 года — Немецкий народный конгресс за единство и справедливый мир (Deutsche Volkskongress für Einheit und gerechten Frieden)), между конгрессами — национальный совет (Nationalrat), (до 1950 года — Немецкий народный совет (Deutscher Volksrat), до 1948 года — Постоянный комитет Германского народного конгресса (Ständige Ausschuß des deutschen Volkskongresses)), между заседаниями Национального совета — президиум национального совета (Präsidium des Nationalrates), высшее должностное лицо — президент (präsident), исполнительный орган — секретариат национального совета (sekretariat des nationalrates), высший ревизионный орган — центральная ревизионная комиссия (Zenrale Revisionskomission).

### Окружные организации
Высшие органы окружных организаций — окружные конференции (bezirkskonferenz) (до 1952 года — земельные конференции (Landeskonferenz), до 1950 года — земельные конгрессы за единство Германии и справедливый мир (Landeskongress für Einheit Deutschlands und gerechten Frieden)), между конференциями — окружные комитеты (bezirksausschuss) (до 1952 года земельные комитеты (landesausschuss), до 1950 года — земельные народные комитеты за единство Германии и справедливый мир (Landesvolksausschuß für Einheit Deutschlands und gerechten Frieden)), высшие должностные лица окружных организаций — председатели окружных комитетов (vorsitzender des bezirksausschusses) (ранее — земельные председатели (landesvorsitzender)), исполнительные органы окружных организаций — секретариаты окружных комитетов (sekretariat des bezirksausschusses), ревизионный орган окружной организации — окружная ревизионная комиссия (bezirksrecisionskommission) (ранее — земельные ревизионные комиссии (landesrevisionskommission)).

### Районные организации
Высшие органы районных организаций — районные конференции (kreiskonferenz) (до 1950 года — районные конгрессы за единство Германии и справедливый мир (Kreiskongress für Einheit Deutschlands und gerechten Frieden)), между конференциями — районные комитеты (kreisausschuss) (до 1950 года — районные народные комитеты за единство Германии и справедливый мир (Kreisvolksausschuß für Einheit Deutschlands und gerechten Frieden)), высшие должностные лица районных организации — председатели районных комитетов (vorsitzender des kreisausschusses) (ранее — районные председатели (kreisvorsitzender)), исполнительные органы районных организаций — секретариаты районных комитетов (sekretariat des kreisausschusses), ревизионный орган районной организации — районные ревизионные комиссии (kreisrevisionskommission).

### Местные организации
Высшие органы местных организаций — общие собрания (einwohnerversammlung, до 1950 года — народные собрания (volksversammlung)), между собраниями — местные комитеты (ortsausschuss) (до 1950 года — местные комитеты за единство Германии и справедливый мир (Ortsvolksausschuß für Einheit Deutschlands und gerechten Frieden)), высшие должностные лица местных организаций — председатели местных комитетов (vorsitzender des ortsausschusses) (ранее — местные председатели (ortsvorsitzender)).

## Председатели
- Вильгельм Пик (1948—1950)
- Профессор Эрих Корренс (1950—1981)
- Профессор Лотар Кольдиц (1981—1989)